# ロジャース&ハート

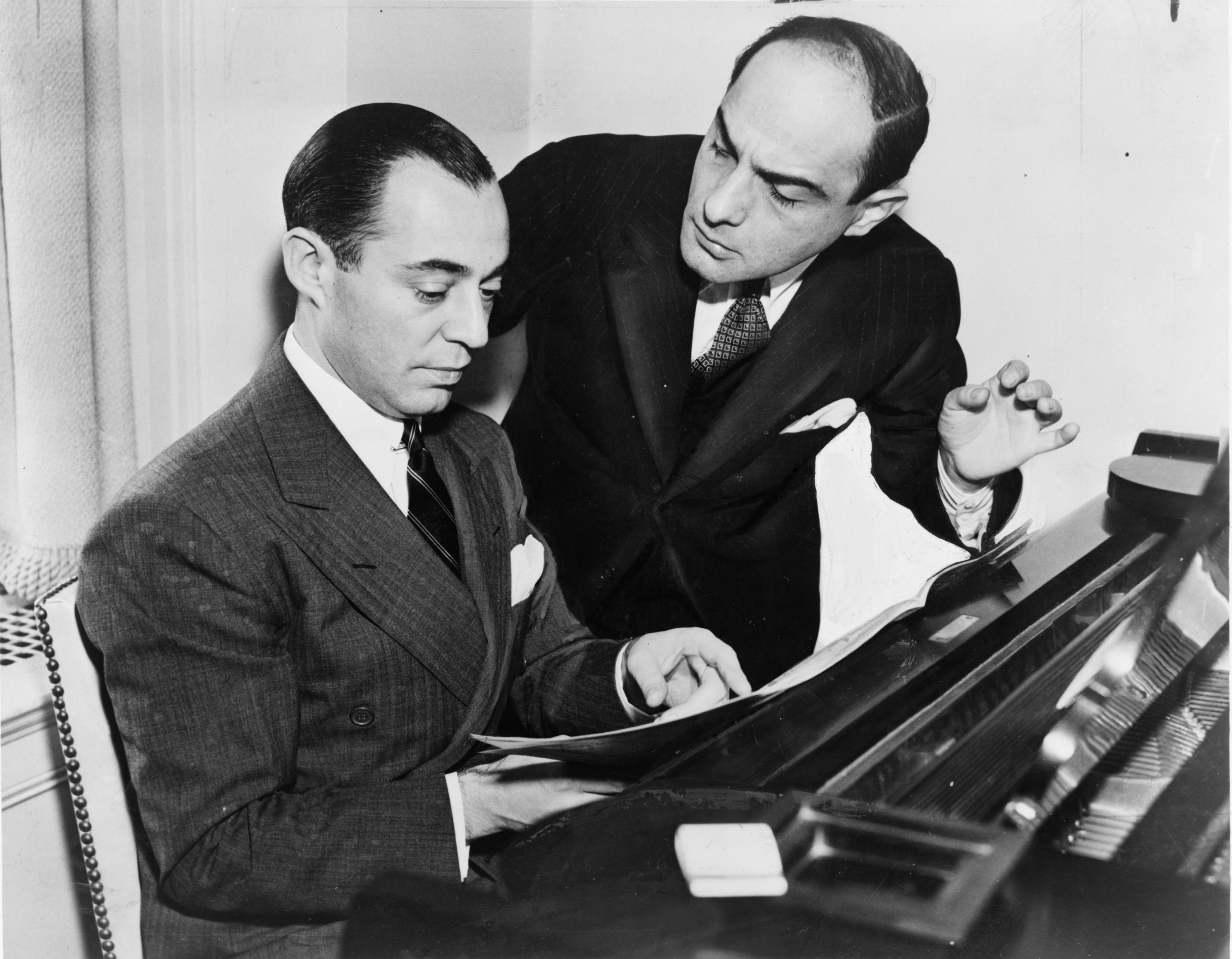
ロジャース&ハート (1936)

ロジャース&ハート(Rodgers and Hart)は、アメリカ合衆国の作曲家リチャード・ロジャース（1902年–1979年）と作詞家ロレンツ・ハート（1895年–1943年）によるソングライティング・パートナーシップ。1919年からハートが亡くなる1943年までミュージカル作品28本、500曲以上を作詞作曲した
。

## 経緯
1919年、リチャード・ロジャースがまだ高校生でロレンツ・ハートがコロンビア大学を卒業した後にお互い紹介された。ロジャース&ハートの最初のコラボレーションは1920年、コロンビア大学で1894年から続く「バラエティ・ショー」の一環の『Fly With Me』であり、オスカー・ハマースタイン2世も関わっていた。数年間一緒に活動し、1925年、ミュージカル『The Garrick Gaieties』でブロードウェイで初の成功をおさめた。楽曲「Manhattan」がヒットし、以降一連のミュージカルや映画の成功に導いた。すぐにアメリカで最も人気のあるソングライターの一員となり、1925年から1931年、ブロードウェイ作品15本を書き上げた。1930年代初頭、ハリウッドに移住し、「Isn't It Romantic?」、「Lover」などの映画音楽をヒットさせた。1935年、ブロードウェイに戻り、ビリー・ローズのミュージカル『Jumbo』の作詞作曲を行なった。1935年からハートの亡くなる1943年まで、高評価のブロードウェイ・ミュージカルを次々と作詞作曲し、そのほとんとがヒットした。
1930年代後期以降、『On Your Toes』 (1936)、『Babes in Arms』 (1937)など彼らのミュージカルの多くが映画化されたが、楽曲がそのまま使用されることはめったになかった。最高傑作と呼ばれる『パル・ジョーイ』 (1940)は『ザ・ニューヨーカー』誌のライターのジョン・オハラが脚本を執筆した。オハラは自身の短編を舞台化し、タイトル・ロールを悪役とした。批評家のブルックス・アトキンソンは劇評において「よくできているが、どのようにして朽ちた井戸から甘い水を汲み上げるのか」と尋ねたことが有名になった。1952年に再演された時にはロジャースはオスカー・ハマースタイン2世と活動しており、観客たちは暗い内容でも受け入れられるようになっていた。この再演版はオリジナル版より長く上演したとされ、批評家たちから傑作とされた。アトキンソンは再演の劇評にて「劇場のプロ意識への信頼を取り戻した」と記した。

## 分析
1938年9月26日、『タイム』誌はロジャース&ハートの話題をカバーストーリーに取り上げた。彼らの成功について「同業者らが関知しないと思われる商業的資質があったからであろう」と記した。
彼らの楽曲はキャバレー歌手やジャズ・ミュージシャンらに長く愛されている。例えばエラ・フィッツジェラルドはアルバム『Ella Fitzgerald Sings the Rodgers & Hart Song Book』でロジャース&ハートを特集した。アンドレア・マルコヴィッチはキャバレーのショーの1つを全曲ロジャース&ハートで構成した。
ハートの歌詞はわかりやすく親しみやすく、魅力的で陽気でありながら時々メランコリックで、ブロードウェイのソングライティングのスタンダードとなった。彼の作曲能力は巧妙で誰も予想できず、多音節のリズムは彼らのトレードマークともなっている。しかしハートはとても簡潔に深い感情を表現できる稀有な能力も持っている。メロディを作り出すロジャースはジェローム・カーンやアーヴィング・バーリンと並び称される。
彼らの上演作品はミュージカルがレヴュー様式でリブレットがコメディシーンや音楽の入りきっかけでしかなかった時代のものであった。しかし彼らの楽曲はその前提を越えており、ミュージカル様式の水準を引き上げるものであった。『コネチカット・ヤンキー』(1927年)はマーク・トウェインの小説『アーサー王宮廷のコネチカット・ヤンキー』を、『The Boys from Syracuse』(1938年)はウィリアム・シェイクスピアの『間違いの喜劇』を基にしていた。彼らは上演を成功させるには、物語と音楽の融合が重大な要素だと常に考えていた。ジョージ・バランシンのバレエを採用するなど、作品にダンスを多く取り入れていた。
ロジャース&ハートとロジャース&ハマースタインはよく比較される。ハマースタインの歌詞は暖かく楽観的で、場合によってはベタである。ハートの歌詞はとてもよく洗練され、言葉選びが巧妙で、より「ニューヨーク」や「ブロードウェイ」を感じさせるものである。ロジャース&ハートの典型とも言える「Manhattan」では、一節「"The great big city's a wondrous toy/Just made for a girl and boy"」が曲の最後には同じリズムで「"The city's clamor(またはglamour) can never spoil/The dreams of a boy and goil(またはgirl)"」になる。「恋に恋して」、「Little Girl Blue」、「マイ・ファニー・ヴァレンタイン」など多くの曲が物悲しく、明るい曲であっても感情の逡巡が感じられる。例えば「You Took Advantage of Me」は恋愛の喜びを表現しているが、その題名が示す通りその関係性が対等なのかそうでないのか疑問が残される。

## 舞台および映画作品
| - (1920) Fly with Me - (1925) The Garrick Gaieties - (1925) Dearest Enemy - (1926) The Girl Friend - (1926) Betsy - (1926) Peggy-Ann - (1926) The Fifth Avenue Follies - (1926) Lido Lady - (1926) Garrick Gaieties - 第2版 - (1927) コネチカット・ヤンキー A Connecticut Yankee - (1927) One Dam Thing After Another - (1928) Present Arms - (1928) Chee-Chee - (1928) She's My Baby - (1929) Heads Up! - (1930) Spring Is Here - (1930) Ever Green - (1930) Simple Simon - (1931) America's Sweetheart | - (1932) Love Me Tonight (映画) - (1932) The Phantom President (映画) - (1933) Hallelujah, I'm a Bum (映画) - (1935) Mississippi (映画) - (1935) Jumbo (1962年、映画化 ジャンボ) - (1936) On Your Toes (1939年、映画化) - (1936) The Show Is On (1曲のみ使用されたブロードウェイ・レヴュー) - (1937) Babes in Arms (1939年、映画化 青春一座) - (1937) I'd Rather Be Right - (1938) The Boys from Syracuse (1940年、映画化 The Boys from Syracuse) - (1938) I Married an Angel (1942年、映画化 I Married an Angel) - (1939) Too Many Girls (1940年、映画化 Too Many Girls) - (1940) Higher and Higher (1943年、映画化 Higher and Higher) - (1940) パル・ジョーイ (1957年、映画化 夜の豹) - (1940) Two Weeks with Pay - (1942) By Jupiter - (1943) コネチカット・ヤンキー A Connecticut Yankee (楽曲が追加された改訂版。最後のコラボ作品) |

## 楽曲
チャック・デニソンによると、「My Heart Stood Still」がロジャース&ハートの最も不朽の名作の1つとされる。1934年、楽曲「ブルー・ムーン」が映画『男の世界』のタイトル・ソングとして使用された。1936年、この曲は改訂され、グレン・グレイとカサ・ロマ・オーケストラがレコーディングし、3週間チャートのトップとなった。1956年、エルヴィス・プレスリーのデビュー・アルバム『エルヴィス・プレスリー登場!』に収録され長く愛されている。1961年、マーセルズによるドゥーワップ版が第1位を獲得した。1970年、ボブ・ディランのアルバム『セルフ・ポートレイト』にこの曲が収録された。
フレデリック・ノーランはミュージカル『Jumbo』のために作曲された「My Romance」について、最も優雅で愁いのある歌詞であり、ロジャース&ハートの最高傑作の1つであると記した。
ヒット曲は他に「マイ・ファニー・ヴァレンタイン」、「恋に恋して」、「Here In My Arms」、「Mountain Greenery」、「My Heart Stood Still」、「Blue Room」、「Ten Cents a Dance」、「Dancing on the Ceiling」、「Lover」、「Bewitched, Bothered and Bewildered」、「Mimi」、「Have You Met Miss Jones?」などがある。

### 主な楽曲
- (1925) Manhattan, Mountain Greenery (The Garrick Gaietiesより)
- (1927) Thou Swell (A Connecticut Yankeeより)
- (1928) You Took Advantage of Me (Present Armsより)
- (1930) スプリング・イズ・ヒア, Yours Sincerely and With a Song in My Heart (Spring Is Hereより)
- (1932) Lover, Mimi, ロマンティックじゃない?, (『今晩愛して頂戴ナ（英語版）』より)
- (1932) You Are Too Beautiful, (Hallelujah, I'm a Bumより)
- (1934) ブルー・ムーン  (Manhattan Melodramaより)
- (1935) リトル・ガール・ブルー, The Most Beautiful Girl in the World (Jumboより)
- (1935) イッツ・イージー・トゥ・リメンバー (Mississippiより)
- (1936) There's a Small Hotel, グラッド・トゥ・ビー・アンハッピー (On Your Toesより)
- (1937) Where or When, I Wish I Were in Love Again, マイ・ファニー・ヴァレンタイン, Johnny One Note, ザ・レディ・イズ・ア・トランプ (Babes in Armsより)
- (1937) Have You Met Miss Jones? (I'd Rather Be Rightより)
- (1938) This Can't Be Love, 恋に恋して(The Boys from Syracuseより)
- (1938) I'll Tell The Man In The Street (I Married an Angelより)
- (1939) 時さえ忘れて, I Like to Recognize the Tune, Give It Back to the Indians (Too Many Girlsより)
- (1940) It Never Entered My Mind (Higher and Higherより)
- (1940) Bewitched, Bothered and Bewildered, アイ・クッド・ライト・ア・ブック(パル・ジョーイより)
- (1942) Wait Till You See Her, Nobody's Heart Belongs to Me, Ev'rything I've Got (By Jupiterより)

## その他の活動
- All Points West (1937) - ポール・ホワイトマンからの依頼で、ロジャース&ハートにとって最初のシリアスな楽曲の作曲であった。